# Lista de pessoas mortas por serem transgêneros
Esta é uma lista mundial de pessoas que foram assassinadas por serem transgênero. A lista não inclui casos de suicídio, morte acidental ou morte prematura. Alguns dos perpetradores desses crimes invocam a defesa conhecida como pânico transgênero. A violência contra pessoas transgênero também é referida como transfobia violenta.

## Contexto
Os assassinatos de pessoas transgênero têm sido um fator determinante para a criação do Dia da Memória Transgênero (TDoR).
Em 2019, a Associação Médica Americana classificou a violência contra pessoas transgênero como uma "epidemia".
Em 2020, a ABC News confirmou de forma independente 34 mortes violentas de pessoas transgênero e não conformidade de gênero até o momento da publicação. A informação foi veiculada pelo programa Good Morning America. Segundo a Human Rights Campaign, pelo menos 57 pessoas transgênero e não conformes com o gênero foram assassinadas em 2021, superando o total de 44 mortes registradas em 2020.
Não existem bancos de dados federais ou estaduais nos Estados Unidos que rastreiem a violência contra pessoas transgênero. Desde 2013, a Human Rights Campaign coleta dados sobre vítimas transgênero e não conformes com o gênero de homicídios. Em 2022, o Insider criou um banco de dados com 175 vítimas de homicídios transgênero nos Estados Unidos e em Porto Rico entre 2017 e 2021. Ambos os relatórios indicam que a maioria das vítimas eram mulheres transgênero negras. O relatório do Insider revelou que metade das vítimas foi assassinada por pessoas com quem mantinham relações sexuais, mais de um terço dos casos permanecem sem solução (com os assassinatos de mulheres negras sendo desproporcionalmente não resolvidos), apenas 28 resultaram em condenações e apenas um caso foi enquadrado como crime de ódio. As estatísticas provavelmente são subnotificadas devido à prática comum de autoridades policiais e mídia de identificar incorretamente o gênero ou usar o nome de registro (deadnaming) das vítimas transgênero.
Uma análise de 2025 sobre a cobertura midiática de homicídios de pessoas transgênero em 2022 constatou que, embora pesquisas anteriores mostrassem que a mídia frequentemente minimizava a transfobia como causa principal da violência contra pessoas transgênero, estudos recentes indicam uma mudança, com jornalistas abordando questões mais amplas de transfobia, generismo e racismo sistêmico em suas coberturas de homicídios antitransgênero.
Uma análise de 2023 argumentou que existe uma "trifecta da violência", na qual ideologias violentas, políticas governamentais violentas e violência interpessoal estão diretamente interligadas. A análise encontrou uma correlação positiva entre retórica antitransgênero, legislação antitransgênero e homicídios de pessoas transgênero.

## Antes de 1990

### Alemanha Nazista
O Regime Nazista perseguiu, prendeu e assassinou um número indeterminado de pessoas transgênero, especialmente mulheres trans, com o objetivo de erradicar uma comunidade relativamente grande que prosperava na República de Weimar. Como muitas pessoas enviadas a campos de concentração, o destino final das pessoas trans presas geralmente não foi registrado, mas há registros de um pequeno número de vítimas conhecidas.
- Liddy Bacroff, uma mulher trans, foi assassinada no campo de concentração de Mauthausen em 1943.[12][13]
- Uma mulher trans registrada como "H. Bode" foi assassinada no campo de concentração de Buchenwald.[12]

### Indonésia
O regime islâmico da Nova Ordem da Indonésia nos anos 1960 também perseguiu violentamente indivíduos transgênero. Lar de uma variedade de identidades transgênero e de terceiro gênero, o novo governo reprimiu cerimônias e rituais da comunidade não binária bissu. Indivíduos foram submetidos a humilhações públicas, como raspagem de cabelo, enquanto alguns foram torturados e assassinados; relatos da época indicam que os bissu tinham a escolha entre detransicionar ou morrer. Em Bone, o bissu Sanro Makgangke foi decapitado, e sua cabeça foi exibida publicamente como ameaça a outros.

## Década de 1990

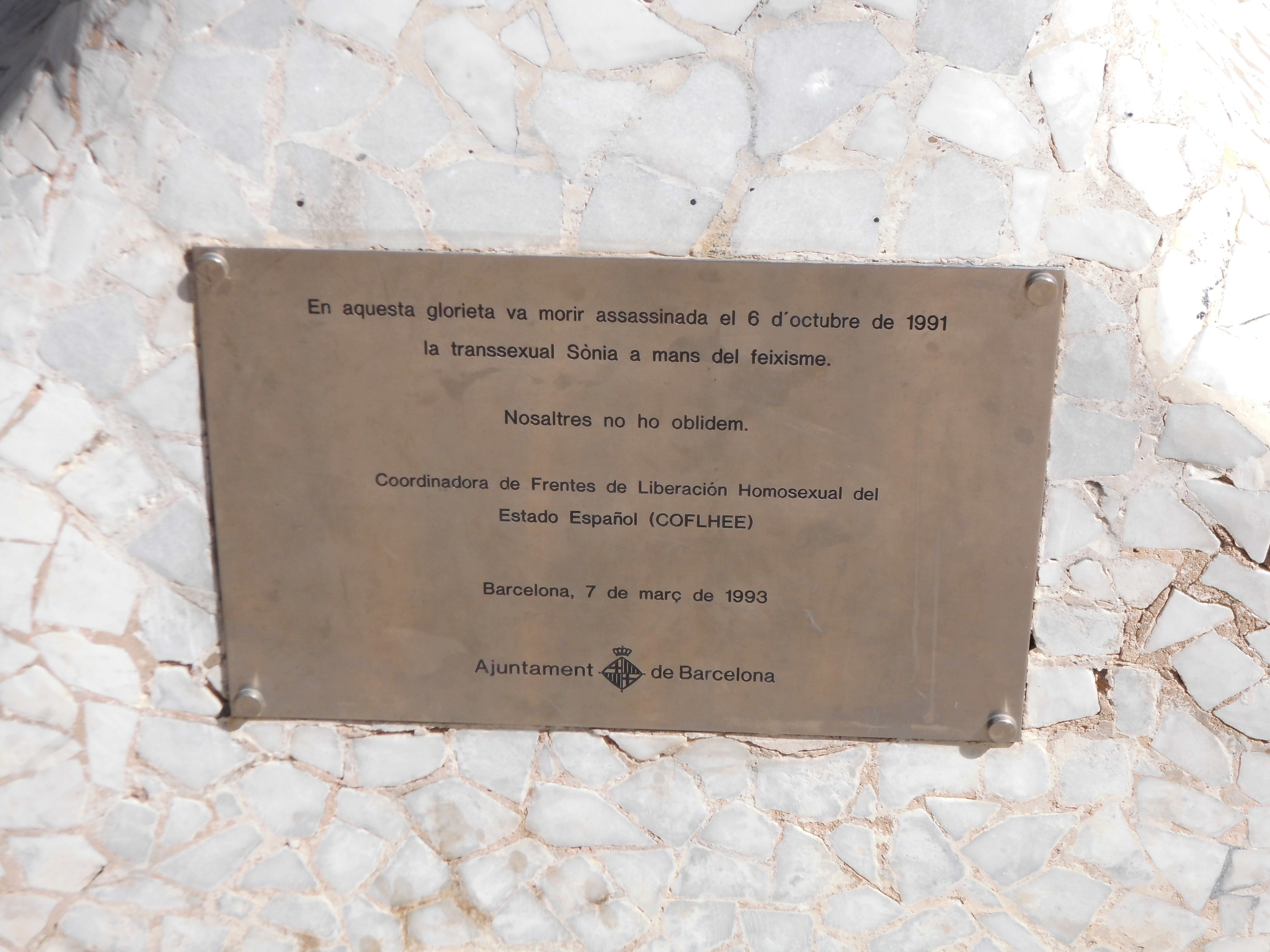
Placa dedicada a Sonia Rescalvo Zafra no coreto do Parc de la Ciutadella, em Barcelona, Espanha, próximo ao local onde ela foi assassinada

- 1991 – Sonia Rescalvo Zafra [en], uma mulher trans de 45 anos, foi assassinada no Parc de la Ciutadella, em Barcelona, por seis skinheads neonazistas que a chutaram repetidamente na cabeça, junto com sua amiga Dori, enquanto estavam caídas no chão. Sua morte incentivou a comunidade LGBT a lutar publicamente contra a violência.[16][17]
- 1993 – Brandon Teena, um homem trans de 21 anos, foi estuprado e assassinado em Falls City, Nebraska, em 31 de dezembro.[18] Dois homens foram condenados por assassinato em primeiro grau, sendo um deles sentenciado à pena de morte. O crime inspirou o filme premiado com o Oscar Boys Don't Cry.[18]
- 1995 – Chanelle Pickett [en], uma mulher transgênero de 23 anos, foi estrangulada em 20 de novembro após passar a noite no apartamento de um homem. O réu, William C. Palmer, inicialmente tentou usar a defesa de pânico transgênero, possivelmente a primeira vez registrada legalmente.[19][20] No entanto, Palmer abandonou essa história após a irmã da vítima revelar que ele conhecia Pickett e sabia de sua condição transgênero. Sua morte foi citada como um dos motivos para a criação do Dia da Memória Transgênero.[21][22]
- 1996 – Deborah "Debbie" Forte, uma mulher transgênero de 56 anos, foi encontrada morta em 15 de maio, estrangulada, severamente espancada e esfaqueada repetidamente nos seios e no peito.[23] Seu assassino, Michael Thompson, foi condenado por assassinato em segundo grau e sentenciado à prisão perpétua. Um colega de trabalho de Thompson testemunhou que, após o assassinato, ele confessou ter ido para casa com Forte e começado a "se envolver", mas a matou após perceber que ela tinha um pênis.[24]

## Década de 2000
- 2000 – Amanda Milan, uma mulher transgênero de 25 anos, foi assassinada em Times Square, Manhattan, Nova York, quando Dwayne McCuller se aproximou e começou a assediá-la e ameaçá-la.[25] Milan enfrentou-o e perguntou se ele queria lutar.[26] Testemunhas relataram que ele recusou.[25] Ao se afastar, outro jovem, Eugene Celestine, disse a McCuller que tinha uma faca. McCuller a pegou e esfaqueou Milan no pescoço.[26] Um homem chamado David Anderson teria ajudado McCuller a fugir do local.[25] Milan morreu pouco depois no Hospital St. Vincent.[25] A ativista transgênero Sylvia Rivera trabalhou para garantir que a morte de Milan fosse investigada e organizou seu funeral político, junto com manifestações que denunciavam a desconexão dos direitos transgênero das comunidades LGBT mais amplas.[27] Após o assassinato de Milan, Rivera reformou o grupo ativista transgênero Street Trans Activist Revolutionaries (STAR).[28] Rivera citou o crime como uma das razões para incluir uma definição ampla de gênero na Lei de Direitos Humanos da Cidade de Nova York.[29]
- 2001 – Fred Martinez Jr., um jovem transgênero americano de 16 anos de Cortez, Colorado, foi espancado até a morte em junho de 2001 com uma pedra por um homem de 18 anos.[30] O assassino de Martinez foi condenado em 2002 a uma pena de 4 a 48 anos pelo assassinato e recebeu liberdade condicional em 2019.[31]
- 2002 – Gwen Araujo, de Newark, Califórnia, uma hispânica menina transgênero de 17 anos, foi assassinada por quatro homens, dois dos quais mantiveram relações sexuais com ela, que a espancaram e estrangularam após descobrirem que ela era transgênero.[32][33][34] Dois réus foram condenados por assassinato em segundo grau,[35] mas não foram condenados pelas acusações de crime de ódio. Os outros dois réus se declararam culpados ou não contestaram por homicídio culposo. Em pelo menos um dos julgamentos, foi utilizada uma defesa de pânico trans, uma extensão da defesa de pânico gay.[35][36]
- 2003 – Nireah Johnson, uma menina transgênero afro-americana de 17 anos, foi assassinada junto com sua amiga Brandie Coleman em Indianapolis, Indiana, por Paul Moore. Moore, inicialmente atraído sexualmente por Johnson, descobriu que ela era transgênero e incendiou o carro onde ela e Coleman estavam. Moore foi condenado a 120 anos de prisão pelos assassinatos, enquanto seu meio-irmão, Clarence McGee, recebeu uma sentença de 10 anos como cúmplice.[37]
- 2003 – Janice Roberts, uma mulher transgênero americana, foi sequestrada pelo assassino em série William Devin Howell [en] em 18 de junho. Howell posteriormente relatou a um informante que tentou realizar um ato sexual com Roberts e a estrangulou ao perceber que ela era transgênero.[38]
- 2003 – Shelby Tracy Tom, uma mulher transgênero canadense que trabalhava como profissional do sexo em North Vancouver, Colúmbia Britânica, Canadá, foi assassinada por Jatin Patel em 27 de maio de 2003.[39] Segundo Patel, durante o ato sexual, ela notou as cicatrizes cirúrgicas de Tom, entrou em pânico e a estrangulou. O promotor tentou classificar a morte de Tom como um crime de ódio, mas o juiz da Suprema Corte da Colúmbia Britânica, Patrick Dohm, decidiu que o crime não foi motivado por ódio, pois Patel não sabia da identidade transgênero de Tom ao conhecê-la, e portanto não poderia tê-la alvejado por isso.[40] O advogado de defesa de Patel utilizou uma defesa de pânico gay em seu favor. Ela se declarou culpada por homicídio culposo e foi condenada a nove anos de prisão.[41] Posteriormente, Patel assumiu sua identidade como mulher transgênero.[42]
- 2006 – Gisberta Salce Júnior, uma mulher transgênero brasileira sem-teto, foi assassinada em Porto, Portugal, por um grupo de 14 jovens entre 12 e 16 anos, que a torturaram e estupraram por três dias, jogando-a, ainda viva, em um poço com mais de 15 metros de profundidade, onde ela se afogou. Onze dos menores receberam sentenças mínimas de menos de 13 meses em um centro educacional semiaberto do Instituto de Reinserção Social, e dois receberam sentenças com medidas educacionais adicionais.[43][44] Sua morte tornou-se um símbolo da violência contra mulheres e a comunidade LGBT, e logo após, leis de proteção às mulheres trans foram introduzidas em Portugal.[45]

- 2007 – Roberto González Onrubia, um homem transgênero, foi assassinado por duas mulheres que haviam encontrado refúgio em seu apartamento, em Madri, Espanha. As mulheres maltrataram Roberto física e psicologicamente por um ano antes de matá-lo em 29 de agosto de 2007 com um golpe brutal na cabeça. Ambas foram condenadas a 19 anos de prisão.[46][47][48]
- 2008 – Angie Zapata [en], uma mulher transgênero, foi assassinada em 17 de julho de 2008, em Greeley, Colorado. Seu caso foi o primeiro envolvendo uma vítima transgênero a ser classificado como crime de ódio.[49] Colorado é um dos onze estados americanos que protegem vítimas transgênero sob leis de crimes de ódio nos Estados Unidos. Allen Andrade, que descobriu que Angie, de 18 anos, era transgênero após conhecê-la e passar vários dias com ela, a espancou até a morte com um extintor de incêndio. Em seu depoimento de prisão, Andrade chamou Zapata de "coisa",[50] e durante seu julgamento, uma gravação de uma conversa telefônica foi reproduzida, na qual ele disse à namorada que "coisas gays precisam morrer".[51] Os advogados de Andrade usaram uma defesa de pânico gay. Em 22 de abril de 2009, Andrade foi considerado culpado de assassinato em primeiro grau, crimes de ódio e roubo de carro/identidade, sendo condenado à prisão perpétua sem possibilidade de liberdade condicional.[52]
- 2009 – Vicky Hernández, uma mulher transgênero hondurenha de 25 ou 26 anos e ativista, foi assassinada pela polícia de Honduras. Seu caso levou o presidente de Honduras a pedir desculpas pelo crime em 2022, sendo o primeiro caso em que um presidente hondurenho se desculpou por um crime contra um membro da comunidade LGBT no país.[53][54]

## Década de 2010
- 2010 – Victoria Carmen White, uma mulher transgênero afro-americana, foi assassinada em Nova Jersey, EUA, em 12 de setembro de 2010. Alrashim Chambers foi levado a julgamento por sua morte, mas foi absolvido; ele culpou outro homem, Marquise Foster, pelo assassinato. O único motivo sugerido foi violência transfóbica; a frase "Você é homem?" foi ouvida pelos amigos de White (que estavam em um cômodo adjacente) pouco antes de disparos serem efetuados.[55]
- 2011 – Dee Dee Pearson, uma mulher transgênero afro-americana, foi assassinada em Kansas City, Missouri, EUA, em 24 de dezembro de 2011. Kenyon Jones confessou o assassinato, dizendo à polícia que pagou Pearson por sexo e, após descobrir que ela era transgênero, a matou por raiva.[56][57] Ele foi condenado por assassinato em segundo grau e ação criminosa armada, sendo sentenciado a 30 anos de prisão.[58]
- 2011 – Svetlana, uma mulher transgênero de Moscou, Rússia, foi espancada até a morte com uma pá por duas pessoas que pretendiam ter relações sexuais com ela. Sugeriu-se que foram motivados a matá-la após descobrirem que ela era transgênero.[59]
- 2013 – Carmen Guerrero, uma mulher transgênero, foi assassinada por seu companheiro de cela, Miguel Crespo, na Prisão Estadual do Vale de Kern no Vale Central, Califórnia.[60]
- 2013 – Islan Nettles, uma mulher transgênero afro-americana de 21 anos, foi espancada até a morte em Harlem, Nova York, em 17 de agosto, após um grupo de pelo menos sete homens a abordar, juntamente com duas de suas amigas transgênero.[61] Um dos homens, James Dixon, estava flertando com ela. Ao perceber que ela era transgênero, ele a golpeou. Após ela cair, Dixon continuou a espancá-la. Ela morreu de ferimentos na cabeça em um hospital. Sua morte gerou vários protestos. Em 21 de abril de 2016, Dixon foi condenado a 12 anos de prisão após se declarar culpado por homicídio culposo.[62][63]

- 2013 – Dwayne Jones, um jovem jamaicano de 16 anos, foi espancado, esfaqueado e atropelado por um carro em Montego Bay em 22 de julho de 2013, após comparecer a uma festa vestindo roupas femininas pela primeira vez.[64][65]
- 2014 – Jennifer Laude [en] foi assassinada em Olongapo, Filipinas, em 11 de outubro. Joseph Scott Pemberton foi condenado pelo assassinato.[66] Pemberton teria matado Laude após descobrir que ela era transgênero.[67]
- 2014 – Çağla Joker foi baleada fatalmente em Istambul em 21 de abril, enquanto outra mulher transgênero sobreviveu. Os suspeitos afirmaram que inicialmente queriam relações sexuais com ela e sua amiga, mas atiraram em ambas ao descobrirem que eram transgênero.[68]
- 2014 – Kimberly Sody, uma trabalhadora do sexo transfeminina de 28 anos, foi espancada até a morte em um quarto de hotel em Santo Domingo, República Dominicana. Após espancá-la até deixá-la em coma, do qual não se recuperou, seus agressores cortaram especificamente seu cabelo longo, o que foi citado como evidência de motivação transfóbica.[69][70]
- 2015 – Mercedes Williamson, de 17 anos, foi esfaqueada e espancada até a morte com um martelo de garra em Condado de George, Mississippi, em 30 de maio de 2015, por seu namorado Joshua Vallum.[71] Vallum era membro da gangue Latin Kings, que proíbe atividades homossexuais, e foi forçado a matar Williamson, uma mulher transgênero pré-operatória, quando outros membros descobriram. Vallum foi condenado por acusações estaduais de assassinato, recebendo prisão perpétua sem liberdade condicional,[71] e por acusações federais de crimes de ódio sob a Lei de Prevenção de Crimes de Ódio [en], sendo sentenciado a 49 anos de prisão; os promotores optaram por não buscar prisão perpétua nas acusações federais devido aos abusos sofridos por Vallum na infância.[72]
- 2016 – Paola Ledezma, uma mulher transgênero de 27 anos que foi rejeitada por sua família e deixou sua cidade natal para se tornar trabalhadora do sexo na Cidade do México, foi baleada em 30 de setembro por um cliente, Arturo Felipe Delgadillo Olvera, que ficou furioso ao descobrir que ela era transgênero. Delgadillo, um segurança armado, foi liberado após um juiz determinar que não havia evidências suficientes para processá-lo.[73]
- 2016 – Rae'Lynn Thomas, uma mulher transgênero afro-americana de 28 anos, foi baleada duas vezes na frente de sua mãe e, em seguida, espancada até a morte por James Allen Byrd em Columbus, Ohio, em 10 de agosto, enquanto implorava por sua vida. Byrd a chamou de "diabo" e fez comentários transfóbicos.[74][75][76] Sua família pediu que o assassinato fosse investigado como crime de ódio, mas as leis de crimes de ódio de Ohio não abrangem identidade de gênero.[74][75]
- 2016 – Jessica Mendes Cavalcanti, uma mulher transgênero de 24 anos, foi cercada por dois jovens e esfaqueada fatalmente no bairro Canaã, em Uberlândia, em 19 de abril. Um dos suspeitos, preso pela polícia, confessou que cometeram o crime porque Cavalcanti era transgênero.[77]
- 2016 – Laysa Fortuna, uma mulher transgênero de 25 anos, foi esfaqueada no peito em Aracaju, Sergipe, em 18 de outubro de 2018. O agressor disse que, se Bolsonaro fosse eleito presidente, todas as pessoas trans e travestis seriam mortas.[78] Bolsonaro não se pronunciou.
- 2017 – Amna, de 35 anos, e Meeno, de 26 anos, ambas Khwaja Sara paquistanesas, foram supostamente espancadas até a morte e torturadas pela polícia saudita em Riad em 28 de fevereiro. Suas roupas e joias também foram confiscadas pela polícia.[79]
- 2017 – Chanda Sharmeeli, uma mulher transgênero de 30 anos, foi baleada em Karachi, Paquistão, em 30 de agosto ou na madrugada de 31 de agosto. Ela estava em um encontro com outras pessoas trans discutindo o que acreditavam ser uma subcontagem recente da comunidade trans do Paquistão, quando um grupo de homens armados começou a assediá-los e acabou atirando em Chanda.[80]
- 2017 – Bianca, uma trabalhadora do sexo transgênero de 32 anos de Caracas, Venezuela, foi espancada até a morte por um cliente de 29 anos "que ficou chocado com seus traços masculinos".[81] O incidente ocorreu em sua casa em Arnhem, Países Baixos, em 29 de setembro de 2017.[82]
- 2017 – Dandara Kettley, uma travesti de 42 anos, foi espancada e baleada até a morte no bairro Bom Jardim, em Fortaleza, Ceará.[83][84][85]
- 2017 – Wilka, uma mulher transgênero brasileira de 40 anos, foi atacada e morta em 26 de março em Pernambuco, no bairro Loteamento Luiz Gonzaga. Ela sofreu três facadas. Segundo uma amiga, ela foi assassinada quando alguém percebeu que era transgênero durante uma tentativa de roubo.[86][87]
- 2018 – Após um rumor falso de que mulheres transgênero estavam sequestrando crianças para tráfico sexual em Hyderabad, Índia, quatro mulheres transgênero foram atacadas por uma multidão em 26 de maio de 2018. Uma das mulheres morreu. A polícia local emitiu um "Apelo ao Público" declarando que os rumores sobre envolvimento criminal de mulheres transgênero eram "falsos" e pediu que o público não "tomasse a lei em suas mãos... para que inocentes não se tornem mais vítimas desses rumores".[88]
- 2018 – Nataly Briyth Sánchez, uma imigrante indocumentada trabalhadora do sexo originária de Honduras, foi assassinada durante um encontro sexual em 19 de junho em Tapachula, México. O cliente a esfaqueou até a morte após descobrir que ela era transgênero.[89]

## Década de 2020
- 2020 – Alexa Luciano Ruiz foi baleada fatalmente em Porto Rico em 24 de fevereiro, após um incidente em um banheiro local.[90][91] Carmen Yulín Cruz chamou a atenção para sua morte antes da eleição para governador de Porto Rico de 2020. Luciano foi morta enquanto os agressores riam.[92]
- 2020 – Selena Reyes-Hernandez, de 37 anos, foi baleada fatalmente em Chicago, Illinois, em 31 de maio, por um homem com quem ela foi para casa, após informá-lo que era transgênero.[93]
- 2020 – Brayla Stone, de 17 anos, foi assassinada em Arkansas em junho de 2020 por um homem que buscava ocultar sua relação sexual com ela; o assassino "temia ser considerado homossexual" caso Stone revelasse o relacionamento.[94] Ele se declarou culpado e foi condenado a 50 anos de prisão.[95]
- 2020 – Valera (nome alterado no relatório), um homem transgênero de 46 anos, zelador, foi assassinado em 10 de fevereiro em Cheliabinsk, Rússia, por seus colegas de dormitório após descobrirem que ele era transgênero.[96]
- 2020 – Serena Angelique Velázquez, de 32 anos, e Layla Pelaez, de 21 anos, ambas mulheres transgênero, foram encontradas queimadas até a morte em 22 de abril em Humacao, Porto Rico.[97][98][99]
- 2021 – Ebeng Mayor, um homem transgênero de Batasan Hills, Filipinas, foi encontrado estuprado, mutilado e morto em 20 de maio de 2021, após estar desaparecido por três dias.[100]
- 2022 – Doski Azad, uma mulher transgênero curda de 23 anos, foi assassinada por seu irmão por ser transgênero.[101]
- 2022 – Ariyanna Mitchell, uma menina transgênero afro-americana de 17 anos de Virgínia, foi baleada e morta por Jimmy LeShawn Williams, de 19 anos, com um fuzil de assalto, após ele perguntar se ela era transgênero e ela responder "sim".[102]
- 2022 – Cherry Bush, uma mulher transgênero sem-teto de 48 anos, foi baleada até a morte em Los Angeles após ser alvo de comentários transfóbicos e depreciativos.[103] Seu suposto assassino foi acusado de crime de ódio.[104]
- 2023 – Brianna Ghey, de 16 anos, foi esfaqueada até a morte no Parque Linear de Culcheth em 11 de fevereiro de 2023. A transfobia foi reconhecida como um motivo secundário para o assassinato por um dos dois assassinos.[105][106]
- 2025 – Sara Millerey González, uma mulher trans de 32 anos de Bello, Antioquia, Colômbia, foi assassinada em abril de 2025.[107][108]